# 다논
다논(Groupe Danone SA, 다논그룹 주식회사, 미국 등지에서는 Dannon.)은 프랑스 파리에 본사를 둔 다국적 식음료 기업이다. 우유와 유산균 및 발효유 등의 낙농제품과 생수를 전문으로 하는 그룹이자 세계 최대의 낙농제품 생산업체이다. 현재 요구르트 브랜드 다농 외에도 전 세계적으로 알려진 볼빅(Volvic), 에비앙(Evian), 바두와(Badoit) 등등의 몇몇 생수 브랜드도 소유하고 있다.

## 역사
- 1919년 - 이삭 카라소가 스페인의 바르셀로나에 요구르트를 생산하는 작은 공장으로 창업.
- 1929년 - 프랑스에 첫 공장을 세웠다.
- 1937년 - 세계 최초로 과일 요구르트를 생산하고.
- 1967년 - 프랑스의 치즈 생산업체인 제르베를 인수했다.
- 2010년 - 러시아의 유니밀크를 인수.
- 2017년 - 현재의 로고를 변경했다.

## 한국 시장에서의 활동
대한민국에서는 1990년 두산그룹과 손잡고 요구르트 시장에 진출하였으나, 빙그레의 요플레 등에 밀려 1996년 철수하였다. 당시 에비앙 등의 생수 브랜드는 별도로 수입해 오고 있었다. 전라북도 무주군 무주읍에 위치한 남대천변 농공단지가 2008년에 외국인 투자단지로 지정되면서 다논코리아를 설립하고 무주군 농공단지(12만 1634m2)에 기능성 발효유 생산시설을 설립하였다. 2009년 9월부터 LG생활건강과 함께 기능성 발효유시장에 진출하여 발효유 액티비아를 생산하였고 현재 풀무원과 합작하여 '풀무원다논'으로 명칭이 변경되어 요구르트 시장을 이어갔고, 롯데칠성음료와 함께 생수 에비앙과 볼빅을 판매하고 있다.

## 미국에서의 이중 브랜드
다논은 글로벌 브랜드로서의 이미지 관리를 위해 미국에서는 상표 표기를 Dannon과 Danone으로 이원화하고 있다. 이는 영어 발음상 Danone이 "데이넌"으로 발음되는 것을 피하기 위한 브랜드 전략이다.

## 같이 보기
- 다논코리아